# Oghamstein von Kilgarvan

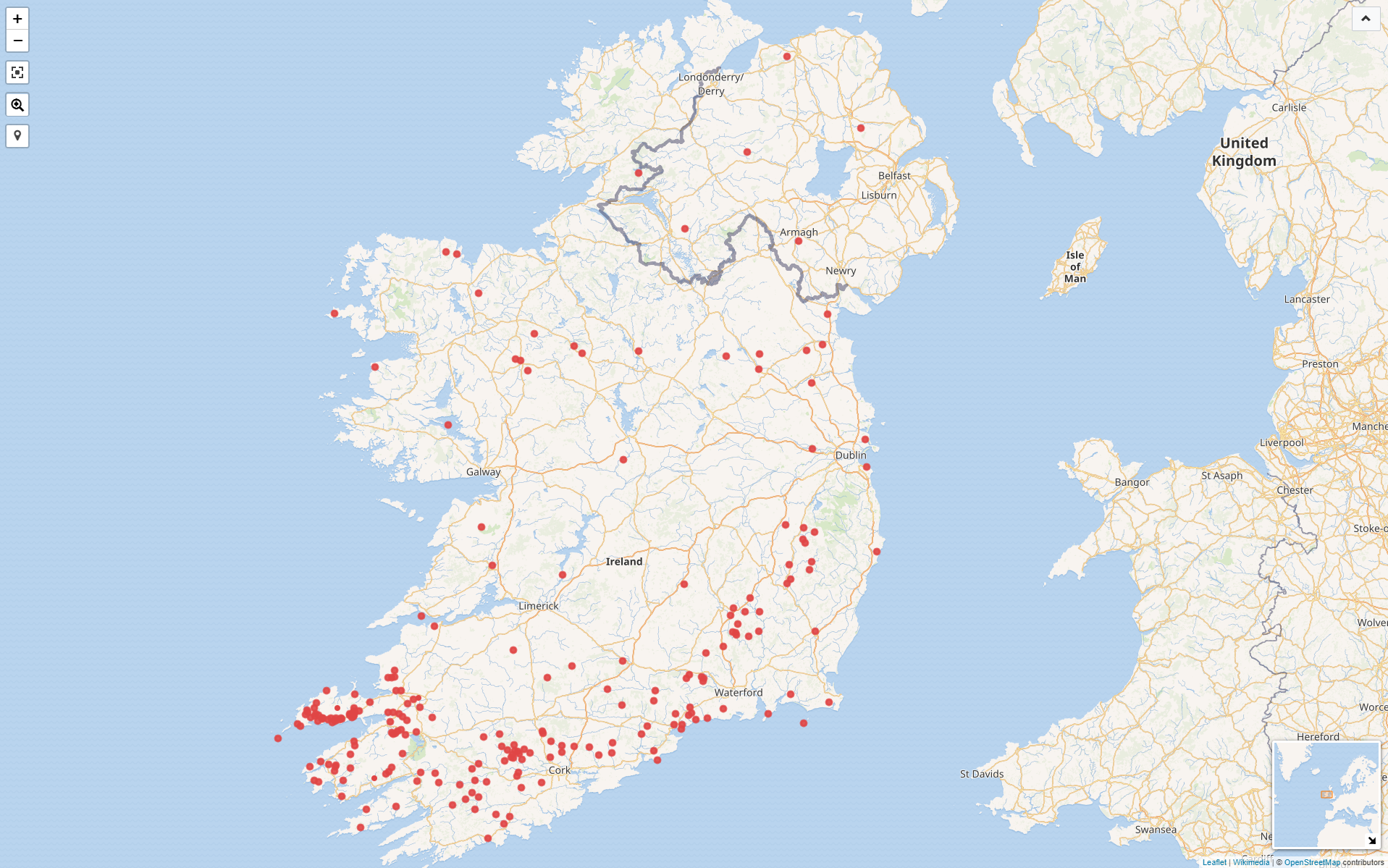
Oghamsteine in Irland

Der Oghamstein von Kilgarvan (irisch Cill na nGarbhán) wurde von einer Gruppe von Feldforschern im Jahr 2000 auf dem Friedhof von Bonniconlon im Norden des Townland Kilgarvan östlich von Ballina im County Mayo in Irland entdeckt.
Der zuvor nicht verzeichnete Oghamstein wurde nahe der Stelle, wo einst eine frühchristliche Klosterkirche stand, gefunden. Nach den Acta Sanctorum Hiberniae von John Colgan geht diese zurück auf eine Gründung im 7. Jahrhundert durch den Heiligen Féichín of Fore. Da die Inschrift aus dem 5. oder 6. Jahrhundert stammt, deutet dies darauf hin, dass der Ort bereits vor Féichín existierte.
Der 1,4 m lange, 0,3 m breite und bis zu 0,2 m dicke Stein ist eine kurze im Querschnitt keilförmige Granitsäule. Die Inschrift des einzelnen Namens lautet „DOTAGNI“. Da möglicherweise zwei Striche fehlen, könnte es auch „COTAGNI“ heißen. Die erste Variante würde dem im Genitiv gesetzten altirischen Namen Dothán entsprechen.